# Apuntate a Kansas
Apuntate a Kansas è un EP del gruppo musicale statunitense Kansas, pubblicato nel 1978 dalla Kirshner Records, con l'intento di guadagnare una fetta di mercato nei paesi di lingua spagnola.

## Descrizione
Venne distribuito per primo in Spagna e in tiratura limitata a 10000 copie, contiene le prime registrazioni e le tracce riarrangiate di alcuni dei loro maggiori successi; i copertina i titoli dei brani furono scritti sia in inglese che in spagnolo.
Dei nuovi arrangiamenti si occupò Kerry Livgren.

## Tracce
Lato A
1. Carry On Wayward Son (Adelante Hijo Descarrido) – 6:02 (Kerry Livgren)

Lato B
1. Paradox (Paradoja) – 3:25 (Kerry Livgren)
2. Point of Know Return (Puncto Sin Retorno) – 4:36 (Kerry Livgren)

Lato C
1. Dust in the Wind (Polvo En El Viento) – 3:11 (Kerry Livgren)

## Formazione
- Kerry Livgren - chitarra solista, chitarra ritmica, piano, organo, sintetizzatore moog, voce
- Steve Walsh - organo, piano, congas, voce solista, armonie vocali
- Robby Steinhardt - violino, voce solista, armonie vocali
- Rich Williams - chitarra
- Dave Hope - basso, voce
- Phil Ehart - batteria